# Вуивра
Вуивра (фр. La Vouivre) — роман Марселя Эме, изданный 22 июля — 9 декабря 1943 отдельными фельетонами в парижской коллаборационистской газете Альфонса де Шатобриана La Gerbe, и затем выпущенный отдельной книгой издательством Галлимар. Второе издание вышло в 1951, в дальнейшем роман неоднократно переиздавался.

## Сюжет
В характерной для Марселя Эме манере роман сочетает фантастику и реализм.
Действие происходит в межвоенный период в окрестностях Доля, где появляется Вуивра — мифическое существо из народных преданий Франш-Конте. Традиционно вуивр, или вуивра (в Британии называемый виверном), считается крылатым змеем и изображается в геральдике как дракон с двумя лапами и перепончатыми крыльями (см. Ехидна), но у Марселя Эме это бессмертное существо в образе красивой девушки, повелевающей змеями и носящей диадему с большим рубином. Невежественные крестьяне полагают, что драгоценность стоит несколько миллиардов старых франков, и периодически находятся смельчаки, готовые с риском для жизни попытаться её похитить.
Очередное появление Вуивры поначалу производит некоторое волнение, но, так как она не проявляет никакой враждебности и не вмешивается в дела людей, крестьяне, до сих пор сохранившие древние языческие поверья, вскоре теряют к ней интерес, начиная воспринимать как некое природное явление, и попытки местного кюре раздуть религиозный фанатизм, направленный против «исчадия ада», не встречают большой поддержки. Гибель тех, кто пытается завладеть рубином, также не вызывает возмущения у поселян, убежденных в неприкосновенности частной собственности, и полагающих, что Вуивра, кем бы она ни была, имеет право защищать свою драгоценность от воров.
Некоторое недовольство связано с провокационной манерой Вуивры купаться и загорать обнаженной, но делает она это в довольно безлюдных местах, и охотников объяснять сказочному существу нормы современного поведения не находится.
Гораздо большее возмущение вызывает поведение другой особы женского пола, дочери одного из фермеров, здоровенной бой-бабы Жермены, прозванной «Ненасытной», набрасывающейся без разбора на всех мужчин, и лишающей невинности подростков.
Молодой крестьянин Арсен Мюзелье близко знакомится с Вуиврой, и непростые отношения между простым смертным и бывшей языческой богиней постепенно меняют жизненные представления обоих. Арсен пересматривает свои приоритеты, а Вуивра хочет научиться тому, что люди зовут любовью. В трагическом финале романа автор вновь сводит вместе фантастику и реальность.
Роман отмечен ироничным отношением к христианству и симпатией к язычеству, импонировавшим взглядам французских сторонников нацизма. Французская политика, представленная сельским мэром Вуатюрье, чья натура разрывается между служебным радикальным антиклерикализмом и природной склонностью к католическому фанатизму, также показана саркастически.

## Экранизация
В 1989 роман был экранизирован Жоржем Вильсоном, снявшим одноименный фильм, а в 2011 был выпущен мини-сериал «Логово Вуивры».